# Бри су Форж
Бри су Форж (фр. Briis-sous-Forges) насеље је и општина у Француској у региону Париски регион, у департману Есон која припада префектури Палесо.
По подацима из 2011. године у општини је живело 3491 становника, а густина насељености је износила 321,45 становника/km². Општина се простире на површини од 10,86 km². Налази се на средњој надморској висини од 111 метар (максималној 173 m, а минималној 87 m).

## Демографија
| 1962. | 1968. | 1975. | 1982. | 1990. | 1999. | 2011. |
| ----- | ----- | ----- | ----- | ----- | ----- | ----- |
| 1.007 | 1.059 | 1.547 | 1.850 | 2.220 | 3.211 | 3.491 |

График промене броја становника у току последњих година